# Шлицовка

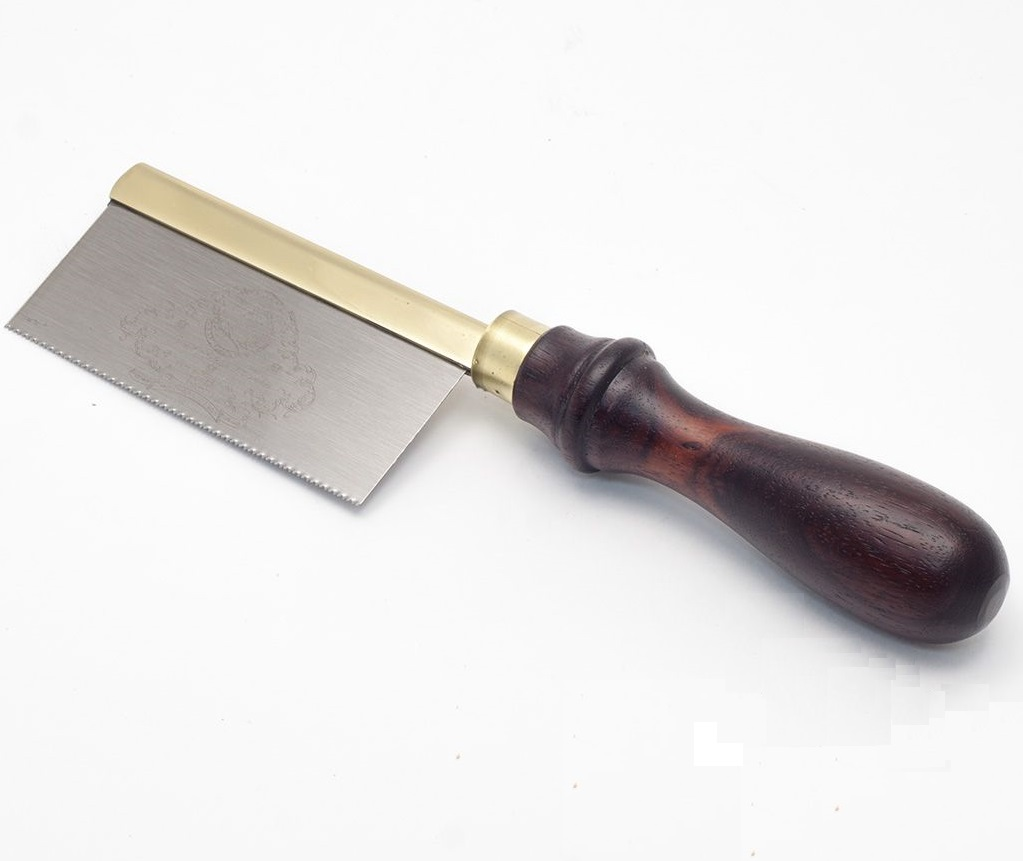

Шлицовка — узкая ножовка, используемая для изготовления шлицев на головках винтов, для узких пропилов в деталях и т. п.. Также используется при работе с деревом для аккуратного распила небольших деталей.
Главной особенностью шлицовки является то, что зубья этой ножовки не разведены в стороны и поэтому создают узкий аккуратный пропил. Это позволяет использовать шаблоны и стусло для распила деталей под нужным углом, не повреждая боковые поверхности направляющих. В 21 веке остановлено массовое производство шлицовки из-за ненадобности из-за технического прогресса.